# Willem II Blaeu
Willem II Blaeu (Amsterdam, 1 oktober 1635 - Hillegom, 1701) was advocaat, uitgever en schepen van Amsterdam.

## Biografie
Blaeu werd in 1635 in Amsterdam geboren als oudste zoon van de cartograaf Joan Blaeu. In 1659 trouwde hij met Anna van Loon en vestigde hij zich als advocaat. Daarnaast was hij actief als uitgever, waarbij hij samenwerkte met zijn broers, de cartografen Joan II en Pieter Blaeu. Blaeu was lid van het filosofisch-literaire gezelschap Nil Volentibus Arduum en van 1667 tot 1672 maakte hij deel uit van het Amsterdamse stadsbestuur.
Blaeu woonde aan het Damrak, indertijd bekend als 'Op 't Water' en later aan de Brouwersgracht. Daarnaast was hij  eigenaar van de Hillegomse buitenplaats Hof van Hillegom, waar hij in 1701 overleed.